# Perigomphus pallidistylus
Perigomphus pallidistylus – gatunek ważki z rodziny gadziogłówkowatych (Gomphidae).